# Resolutie 2429 Veiligheidsraad Verenigde Naties
Resolutie 2429 van de Veiligheidsraad van de Verenigde Naties werd op 13 juli 2018 unaniem aangenomen. De resolutie verlengde de UNAMID-vredesmacht in de Soedanese regio Darfur met elf en een halve maand. Ook werd het troepenplafond verlaagd tot 4050 manschappen.

## Standpunten
Volgens de Soedanese vertegenwoordiger Omer Dahab Fadl Mohamed was de veiligheidssituatie in Darfur stabiel en was het normale leven in de regio hervat. Zijn land wilde verder samenwerken met de VN en hij vroeg om steun voor de uitvoering van de vredesplannen en de ontwikkeling van Darfur.

## Achtergrond
Al in de jaren 1950 was het zwarte zuiden van Soedan in opstand gekomen tegen het overheersende Arabische noorden. De vondst van aardolie in het zuiden maakte het conflict er enkel maar moeilijker op. In 2002 kwam er een staakt-het-vuren en werden afspraken gemaakt over de verdeling van de olie-inkomsten. Verschillende rebellengroepen waren hiermee niet tevreden, en in 2003 ontstond het conflict in Darfur tussen deze rebellen en de door de regering gesteunde janjaweed-milities. Die laatsten gingen over tot etnische zuiveringen. In de jaren daarna werden in Darfur grove mensenrechtenschendingen gepleegd, waardoor miljoenen mensen op de vlucht sloegen.
Later was de situatie verbeterd en dus werd het aantal VN-troepen in Darfur middels resolutie 2363 gehalveerd. Er werd ook een nieuwe strategie uitgewerkt, maar de discussies daarover waren in juni 2018 nog niet afgerond. Landen als Rusland, Ethiopië en Koeweit waren namelijk positiever over de situatie in Darfur en de stappen die Soedan had gezet; zij wilden voorzien in de terugtrekking van de vredesmacht en meer nadruk leggen op vredesopbouw. Daarom was UNAMID middels resolutie 2425 kortstondig verlengd.

## Inhoud
De veiligheidssituatie in Darfur was verbeterd maar bleef precair door de aanwezigheid van gewapende groepen, reserve-eenheden van het leger en milities. Het leger, het Soedanees Bevrijdingsleger/Minni Minnawi (SLA/MM), de Beweging voor Rechtvaardigheid en Gelijkheid (JEM) en de Soedanese Bevrijdingsbeweging/Overgangsraad (SLM/TC) hadden elk eenzijdig een wapenstilstand afgekondigd. Desondanks was in Jebel Marra gevochten, met platgebrande dorpen en nieuwe vluchtelingen als gevolg. Ook de stammentwisten over grond, water, migratie en oude vetes waren afgenomen maar bleven een groot probleem. Het aantal mensen dat noodhulp nodig had was gestegen van 5,5 naar 7,1 miljoen.
Het mandaat van de UNAMID-vredesmacht in Darfur werd verlengd tot 30 juni 2019. De Veiligheidsraad stond achter de nieuwe tweeledige aanpak die secretaris-generaal António Guterres een jaar eerder had voorgesteld. Rond Jebel Marra zou UNAMID zich richten op militaire bescherming, het opruimen van oorlogsmunitie en noodhulpverlening. Elders zou de meeste aandacht gaan naar stabilisatie, het ondersteunen van de politie, het beschermen van de bevolking, bemiddeling en het hervormen van de veiligheidsdiensten. Het was de bedoeling de vredesmacht binnen twee jaar terug te trekken en het maximale aantal manschappen werd opnieuw verlaagd. Het aantal militairen was al teruggebracht tot maximaal 8735. Dat aantal werd nu verder gereduceerd tot 4050. Het maximaal aantal politieagenten bleef op 2500. De bewegingsvrijheid van de vredesmacht werd geregeld beperkt en de Soedanese overheid werd gevraagd ongehinderde toegang tot heel Darfur te verlenen.
Lijst ·  2398 ·  2399 ·  2400 ·  2401 ·  2402 ·  2403 ·  2404 ·  2405 ·  2406 ·  2407 ·  2408 ·  2409 ·  2410 ·  2411 ·  2412 ·  2413 ·  2414 ·  2415 ·  2416 ·  2417 ·  2418 ·  2419 ·  2420 ·  2421 ·  2422 ·  2423 ·  2424 ·  2425 ·  2426 ·  2427 ·  2428 ·  2429 ·  2430 ·  2431 ·  2432 ·  2433 ·  2434 ·  2435 ·  2436 ·  2437 ·  2438 ·  2439 ·  2440 ·  2441 ·  2442 ·  2443 ·  2444 ·  2445 ·  2446 ·  2447 ·  2448 ·  2449 ·  2450 ·  2451